# الأمين الحاج مصطفى النكير
الأمين الحاج مصطفى النكير طباخ مغربي مختص بالشواء. سبق وأن عمل طباخا لملك المغرب الراحل الحسن الثاني، ومهنة طباخ القصر الملكي ورثها أبا عن جد. من الأطباق التي يشتهر بها الطنجية المراكشية.